# Oligocæn
Oligocæn ((græsk): olīgos for ringe i antal og kainos for ny; lidt ny) dækker tidsperioden fra 33,9 til 23,0 millioner år siden. Starten på Eocæn defineres som sidste optræden af foraminiferslægterne Hantkenina og Cribrohantkenina.
Da Eocæn sluttede, og Oligocæn begyndte, faldt atmosfærens CO2-indhold drastisk, hvilket bl.a. forårsagede, at temperaturen faldt, og den antarktiske indlandsis dannedes.

Igennem den oligocæne epoke havde pattedyrene deres storhedstid. Det største landpattedyr, Indricotherium, var på størrelse med mindre sauropoder og var et næsehornsløst næsehorn. Af andre større planteædere var der tordendyr (Brontotherium) tilhørende de uparrettåede hovdyr og Arsinotherium nærmest beslægtet med nulevende søkøer, elefanter og klippegrævlinger. De første hundelignende rovdyr Hesperocyon og de første kattelignende Hoplophoneus dukkede op og fortrængte mesonychiderne.
I Danmark aflejredes det meste af det ler, man udvinder til mursten.